# PlayStation Portable
De PlayStation Portable (kortweg PSP) is een draagbare spelcomputer van Sony Computer Entertainment. Het is Sony's derde introductie in de PlayStation-lijn van spelcomputers. De PSP werd voor het eerst aangekondigd tijdens de E3 in 2003 en werd onthuld op de E3 van 2004.

## Geschiedenis
De draagbare spelcomputer, die tevens mogelijkheden biedt om video- en audio-bestanden af te spelen en foto's te bekijken, werd voor het eerst in thuisland Japan geïntroduceerd op 12 december 2004. In Noord-Amerika werd hij op 24 maart 2005 gelanceerd en in Europa verscheen hij op 1 september 2005.
Op 11 juli 2007 presenteerde Sony-topman Kazuo Hirai op de E3 in het Californische Culver City een nieuwe PSP, de PSP Slim & Lite. Deze nieuwe PSP kan videobeelden in hoge kwaliteit tonen, zodat gebruikers het apparaatje kunnen aansluiten op HD-televisies. Het apparaat is bovendien 19 procent lichter en 33 procent dunner dan zijn voorganger.
Op 20 augustus 2008 kondigde Sony de opvolger van de PSP Slim & Lite aan, onder de naam PSP-3000. Deze nieuwe PSP heeft een ingebouwde microfoon, een ronder ontwerp en een sterk verbeterd scherm. Met dit scherm is buiten spelen met een duidelijk beeld mogelijk. Kort nadat het product in Nederland op de markt was gekomen, kwamen er berichten naar buiten dat het nieuwe scherm last had van zogenaamde scanlines. Dit zijn strepen op het scherm bij snel bewegende beelden. Sony heeft aangekondigd dat dit door de hardware komt en dat dat er geen update komt die ervoor zorgt dat de gebruiker geen last meer van scanlines heeft.
Deze PSP werd in Nederland uitgebracht op 15 oktober 2008.
De webzine Qore bracht op 30 mei 2009 als eerste het nieuws over de opvolger van de PSP-3000, de PSP Go, waarvan de officiële presentatie op 2 juni 2009 op de E3 plaatsvond. De PSP Go heeft een Bluetooth-functionaliteit, een 97 mm-scherm en weegt 43% minder dan de originele PSP. In plaats van de UMD-drive, zoals bij eerdere modellen, heeft de PSP Go een intern flashgeheugen van 16 GB en Memory Stick Micro-poort in plaats van een Memory Stick Duo. Computerspellen kunnen worden gedownload vanaf de PlayStation Store. Het inglijden van het scherm verbergt de belangrijkste knoppen en de analoge stick wanneer deze niet gebruikt worden.
Sony positioneert de PSP onder andere als alternatief voor de draagbare spelcomputers van Nintendo, de Nintendo DS.

## Specificaties
- Afmetingen: 170 mm × 74 mm × 23 mm
- Gewicht: 250 gram
- Display: lcd 16:9 breedbeeld met meer dan 16 miljoen kleuren op een resolutie van 480 × 272 pixels (in totaal 130.560 pixels)
- Ingebouwd: Stereoluidsprekers, hoofdtelefoon- en microfoonaansluiting
- Aansluitingen: USB 2.0, 802.11b/g draadloos LAN (wifi) en Memory Stick (PRO) Duo en IR (niet beschikbaar op de PSP Slim & Lite), is tot nu toe nog niet gebruikt voor doeleinden.
- CPU: 1-333 MHz (ingesteld op 222 MHz standaard) @ 1,2V
- Opslag: Naast de Memory Stick is het voornaamste opslagmedium van PSP de Universal Media Disc (UMD), die speciaal voor dit nieuwe systeem is ontwikkeld.
- Bellen: Sinds versie 3.90 van de systeemsoftware is het mogelijk om te bellen via Skype. Er is wel een internetverbinding nodig.
- 24 bit kleur (16,77 miljoen kleuren)
- 4 helderheidsniveaus (200, 180, 130, 80 cd/m2)
- Wireless LAN 802.11b
- Bluetooth

## Spellen
Lange tijd was het enkel mogelijk om PSP-spellen te spelen op de PSP. Sinds PSP-systeemsoftware versie 3.xx is de mogelijkheid toegevoegd voor het spelen van PlayStation One-spellen. Later, met de lancering van de PSP Go en PSP-systeemsoftware versie 6.10 op 1 oktober 2010, werd het mogelijk de nieuwe categorie van mini's te spelen. Ook Neo-Geo- en PC Engine-spellen kunnen worden gespeeld op een PSP-systeem. Op PC Engine-spellen na worden alle andere opgenoemde speltypes verkocht in de PlayStation Store.

## Packs

### Special Packs
Een PSP Special Pack is gewoon een PSP Value Pack met een spel in een andere doos. Deze packs waren voorheen alleen in Frankrijk beschikbaar. Voor Nederland is het Daxter special pack beschikbaar (in het zwart en wit) en het Locoroco special pack (alleen in wit). Er is ook een Tekken: Dark Resurrection-pack waarvan de kleur zwart is.
Er is ook een Killzone: Liberation-pack uit, maar daarin zitten alleen een PSP samen met Killzone en dus zonder de extra's van een normale Value Pack.
Er is tegenwoordig ook een roze PSP, samen met een UMD met een nummer van de zangeres P!nk erop.
Ook is er een pack met daarin toen het nieuwste GTA-spel, Grand Theft Auto: Vice City Stories.

### Base Pack
Na het PSP Value Pack en het Giga Pack is er in Europa een derde PSP Pack verschenen, namelijk het base pack. Dit bevat:
- 1 AC-adapter
- 1 PlayStation Portable
- 1 accu
- een handleiding

Er is ook een Special Pack dat een witte PSP bevat, met daarnaast de keuze uit een van de volgende spellen: De Sims 2: Huisdieren, Grand Theft Auto: Liberty City Stories, Grand Theft Auto: Vice City Stories of Ratchet & Clank: Size Matters.

### Value Pack
In Europa kon de PSP gekocht worden in combinatie met een zogenaamd Value Pack.
In een Value Pack zit het volgende:
- 1 AC-adapter
- 1 PlayStation Portable
- 1 accu
- 1 opberghoesje
- 1 set oortjes met afstandsbediening
- 1 handstrap
- 1 memory stick van 32 MB

### Giga Pack
In Europa, Noord-Amerika en in sommige delen van Azië is het Giga Pack te koop. In het Giga Pack zit een Memory Stick PRO Duo van 1 GB, een standaard PSP en een USB-kabel. Het pakket is beschikbaar met de zwarte PSP.
In een Giga Pack zit het volgende:
- 1 PlayStation Portable
- 1 AC-adapter
- 1 accu
- 1 Memory Stick Duo van 1 GB
- 1 opberghoesje
- 1 set oortjes met afstandsbediening
- 1 UMD met demo's en de upgrade naar PSP-systeemsoftware 2.71 (nu ook upgrades voor hogere PSP-systeemsoftware), een paar videoclips van enkele bekende groepen en nog een aantal fragmenten uit verschillende spellen en tot slot nog de trailer van Spider-Man 2.
- 1 PSP USB-connectiekabel (naar de pc)
- 1 standaard

### PSP Slim & Lite Simpsons-versie
Sinds 2007 is er ook de PSP Simpsons-versie. Het pack bestaat onder andere uit:
- een gele Simpsons PSP Slim & Lite
- het spel The Simpsons Game
- een accu
- een handleiding

### PSP Slim & Lite Spiderman-versie
Naast een Simpsons-versie (zie hierboven), is er ook een rood met zwarte Spider-Man PSP-versie. In deze versie zit onder andere:
- een Spiderman 3 PSP Slim & Lite
- de film
- het spel Spider-Man 3
- handleiding
- accu

## PSP-systeemsoftware
PlayStation Portable-systeemsoftware is het besturingssysteem dat op ieder PSP-model draait. Sony geeft regelmatig een update uit van de PSP-systeemsoftware. Deze zijn te downloaden op verschillende manieren. Niet alle updates worden beschikbaar gesteld via het internet.
Door het updaten worden meestal nieuwe mogelijkheden toegevoegd zoals het SensMe Channel, Digital Comics en Music Unlimited powered by Qriocity. Ook worden er meestal bugs en exploits verholpen of wordt de systeemsoftware gestabiliseerd. Ook toevoeging van ondersteuning voor bijvoorbeeld bestandsformaten behoort tot de updates. Soms worden er ook enkele nieuwe opties toegevoegd voor persoonlijke instellingen.
Afhankelijk van de aankoopdatum, zullen meer recente PSP-apparaten ook een meer recente PSP-systeemsoftware hebben.
Bij hackers zijn de oudere PSP-systeemsoftware versies (custom firmware) geliefd, omdat daar een aantal extra (door Sony onbedoelde) mogelijkheden zijn die in de latere versies dichtgezet zijn. Zie ook verderop in dit artikel.
- Actuele systeemsoftware 6.61

### Versie 6.xx
De 6.xx-branch is de huidige branch van de PSP. In deze versie werden enkele nieuwe kleuren voor het XMB-menu toegevoegd. Ook werd SensMe en Music Unlimited voor PSP onder de categorie Muziek toegevoegd. Ook Digital Comics maakte zijn intrede onder de nieuwe categorie Extra's. Versie 6.50 was de standaard systeemsoftware van de PSP-E1000. In deze versie werden alle opties en functies die internet nodig hebben verwijderd, enkel voor de PSP-E1000.

### Versie 5.xx
In versie 5 werd de categorie PlayStation Network gelanceerd. Voor het eerst sinds versie 1.00 werd het standaard thema van het XMB vervangen door een gemoderniseerde versie, het oude thema is nog altijd te vinden onder Thema-instellingen. Go!Messenger verdween. Het Information Board werd gelanceerd onder PlayStation Network. PSP-systeemsoftware versie 5.70 was de versie waarmee de PSP Go standaard was uitgerust en bracht ondersteuning voor bluetooth en een kleine aanpassing aan het XMB met zich mee.

### Versie 4.xx
Over die 4.xx-branch heeft Sony maar een half jaar gedaan. Nieuw in deze branch was de mogelijkheid om direct vanuit het XMB te kunnen zoeken op internet. De standaard systeemsoftware van de PSP-3000 is versie 4.20. Hierin werd het onder andere mogelijk om het aantal kleuren dat het PSP-scherm mag weergeven aan te passen.

### Versie 3.xx
In deze versie werd PS3 Remote Control gelanceerd, net als de mogelijkheid om PSOne-spellen op de PSP te spelen. Ook kwamen er visuele achtergronden voor de muziekspeler. In deze branch kwamen er diverse updates uit om nieuwe PlayStation Network-spellen te kunnen spelen op de PSP. Versie 3.60 is ook de systeemsoftwareversie die standaard werd meegeleverd met de PSP-2000. Het werd onder andere mogelijk om de PSP via de USB-kabel op te laden. Verder maakte ook Skype zijn intrede in de 3.xx-branch.

### Versie 2.xx
In deze release werd de categorie "Netwerk" gelanceerd samen met de internetbrowser en andere netwerkgerelateerde opties. Er kwamen diverse opties voor het afspelen van muziek en video bij. Tevens maakte LocationFree Player zijn intrede en werd Adobe Flash Player 6 meegeleverd. Ook werd het mogelijk om via de browser speldemo's te downloaden.

### Versie 1.xx
De eerste major-release van de systeemsoftware van de PSP was de 1.xx-branch, in de eerste versies van de systeemsoftware werden onder andere alle talen toegevoegd en er kwam ondersteuning voor UMD-muziek.

## Regiocodes
De PSP maakt gebruik van regiocodes. Dat wil zeggen dat bijvoorbeeld een UMD-film uit Noord-Amerika niet speelbaar is op een PlayStation Portable uit Europa. De regiocodes simpel uitgelegd:
- Een Europese PSP speelt alleen de Europese en Aziatische UMD-films af, omdat ze allebei regiocode 2 hebben.
- Een Amerikaanse PSP speelt alleen Amerikaanse UMD-films af.
- Een Aziatische (Japanse) PSP speelt net als de Europese versie alle UMD-films af met regiocode 2 (Azië en Europa hebben dezelfde regiocode).
- Iedere PSP speelt Amerikaanse, Europese en Japanse spellen af.
- Muziek-UMD's zijn net als de films aan regio's gebonden. In Europa en Azië heb je dus regio 2 nodig en in Amerika regio 3 (regio 1 is alleen voor sommige Europese dvd's).
- Als een speler een opslagbestand hebt van regio x, kan hij of zij deze niet gebruiken met een UMD uit een andere regio. Bijvoorbeeld: als een speler een spel koopt of leent dat uit Amerika komt en hij of zij heeft een opslagbestand en koopt vervolgens de Europese versie, zal de speler een nieuw opslagbestand moeten gebruiken. De speler kan trouwens ook niet multiplayen via wifi met spellen uit verschillende regio's.

## Homebrew en plug-ins
PSP Homebrew (letterlijke vertaling: thuisgebrouwen) zijn homebrew-spellen of programma's voor de PlayStation Portable die door gebruikers van het apparaat zelf zijn gemaakt. Homebrew is alleen speelbaar op PSP's met firmware 1.00, 1.50 en/of met een custom firmware zoals wel door hackers wordt gemaakt.
PSP Homebrew-applicaties hebben vaak ook functies die de PSP normaal niet te bieden heeft via de officiële PSP-systeemsoftware van Sony, zoals:
- Internetradio beluisteren met het programma PSP Radio.
- Een webbrowser genaamd Links2 voor PSP-systeemsoftware versies 1.0 en 1.5.
- Diverse shellprogramma's om bestanden op de PSP volledig te beheren (iRShell).
- Een instant messenger voor MSN, AIM, GTalk en Yahoo!, genaamd AFKIM.
- Diverse emulators voor oude spelsystemen, zoals Game Boy, MSX, Nintendo, enz.
- De tv met de PSP besturen via infrarood (alleen PSP 1000/Fat).
- Back-ups van UMD-schijfjes spelen vanaf de memory stick op de PSP draaien.
- Met de PSP de pc besturen via een voor PSP gemaakte vnc-client.
- AVI/XviD op de PSP draaien.
- De processor overclocken.

De plug-ins hebben dan weer functies als:
- aangepaste XMB (CTF-thema's).
- sorteren van homebrews.
- cheaten (tempar).

Om een weg te banen voor Homebrew moest eerst de Sony PSP-systeemsoftware gekraakt worden. Dit was voor Sony weer reden genoeg om bij hun PSP-systeemsoftware-upgrades "revisies voor het versterken van de beveiliging" te plaatsen om "piraterij" tegen te gaan. Bij deze PSP-systeemsoftware-upgrades werden de zogenaamde exploits (ofwel lekken in de beveiliging) verholpen. Het werd tijdens de beginperiode van de ontwikkeling van Homebrew ook mogelijk om back-ups van PSP-spellen te maken en die vervolgens te spelen. Maar om nieuwere spellen te kunnen spelen had je de nieuwste PSP-systeemsoftware versies nodig met de door homebrew-gebruikers gevreesde beveiligingsupgrades.
Hiervoor is later een Homebrew-applicatie uitgebracht, genaamd Device Hook (alias DevHook). Dit programma kan hogere PSP-systeemsoftware versies laden vanaf memorystick in plaats van de internal flash, en dus ook back-ups van UMD-spellen daarin afspelen. Later werd deze manier overbodig toen hackers hun eigen custom firmware versies uitbrachten. Deze versies zijn gehackte PSP-systeemsoftware van Sony. Zo kon je bijvoorbeeld in de nieuwste Sony PSP-systeemsoftware nog steeds homebrew draaien en je kon de nieuwste back-ups en UMD-spellen spelen zonder PSP-systeemsoftware vanaf een geheugenstick te laden.
Voor Sony blijft de Homebrew-gemeenschap een twijfelachtige bezigheid. De mogelijkheid dat deze vrijheid wordt gebruikt voor piraterij zal altijd blijven. Maar toch blijkt het dat Sony de inzet van deze PSP gebruikers waardeert door ideeën uit custom firmwares en homebrew-programma's te halen en die in officiële PSP-systeemsoftware aan te bieden zoals een Adobe Flash Player (PSP-systeemsoftware 2.6x en hoger) waar zogenaamde homebrew-ontwikkelaars een wedstrijd om hielden voor een Homebrew-versie tot Sony een officiële versie heeft uitgebracht, een Custom Theme-optie (PSP-systeemsoftware 3.7x en hoger) wat voorheen vanaf PSP-systeemsoftware 1.0 al mogelijk was met Homebrew en de mogelijk om PlayStation-spellen te kunnen spelen op je PSP (vanaf PSP-systeemsoftware 3.xx) wat vooraf meerdere keren is geprobeerd door homebrew-ontwikkelaars.
Op dit moment is er geen mogelijkheid om custom firmware te installeren op PSP's die nu in de winkel liggen. Wel is het mogelijk om op PSP's tot PSP-systeemsoftware 5.03 een bepaald aantal homebrew-spellen af te spelen. Dit komt door een lek in de beveiliging (exploit), hierdoor is het mogelijk om de zogenaamde HEN firmware te laden en homebrew af te spelen. Ook is het later mogelijk gemaakt om back-ups te spelen op je beveiligde moederbord. Er is een mogelijkheid genaamd 'Half Byte Loader' die ervoor zorgt dat vele homebrews wel kunnen afspelen. Die compatibiliteit verbetert regelmatig. Op 23 december 2010 bracht Total_Noob (zoals hij bekendstaat) zijn HEN 6.20 TN uit, hiermee is het mogelijk om op systemen met PSP-systeemsoftware 6.20 Homebrews te spelen. Ondertussen is Total_Noob niet meer bezig met het creëren van HEN's. Zijn laatste HEN was compatibel op 6.39. De nieuwe HEN's zijn van team PRO en zijn compatibel van 6.20 (die trouwens permanent kan met een VSHmain.prx exploit) tot 6.61.

## Andere uitvoeringen

### PSP Slim
De PSP Slim (modelnummer: PSP-2000) werd uitgebracht op 30 augustus 2007 in Hongkong, op 5 september in Europa en 6 september in de VS.
Het model is dunner en lichter en kreeg enkele aanpassingen, zoals een videouitgang en een USB-oplaadfunctie. Ook werd de reactietijd van de knoppen verbeterd, kreeg de spelcomputer betere draadloze functies en een lcd-scherm met meer helderheid. Het interne geheugen werd verdubbeld naar 64 MB.

### PSP Slim & Lite

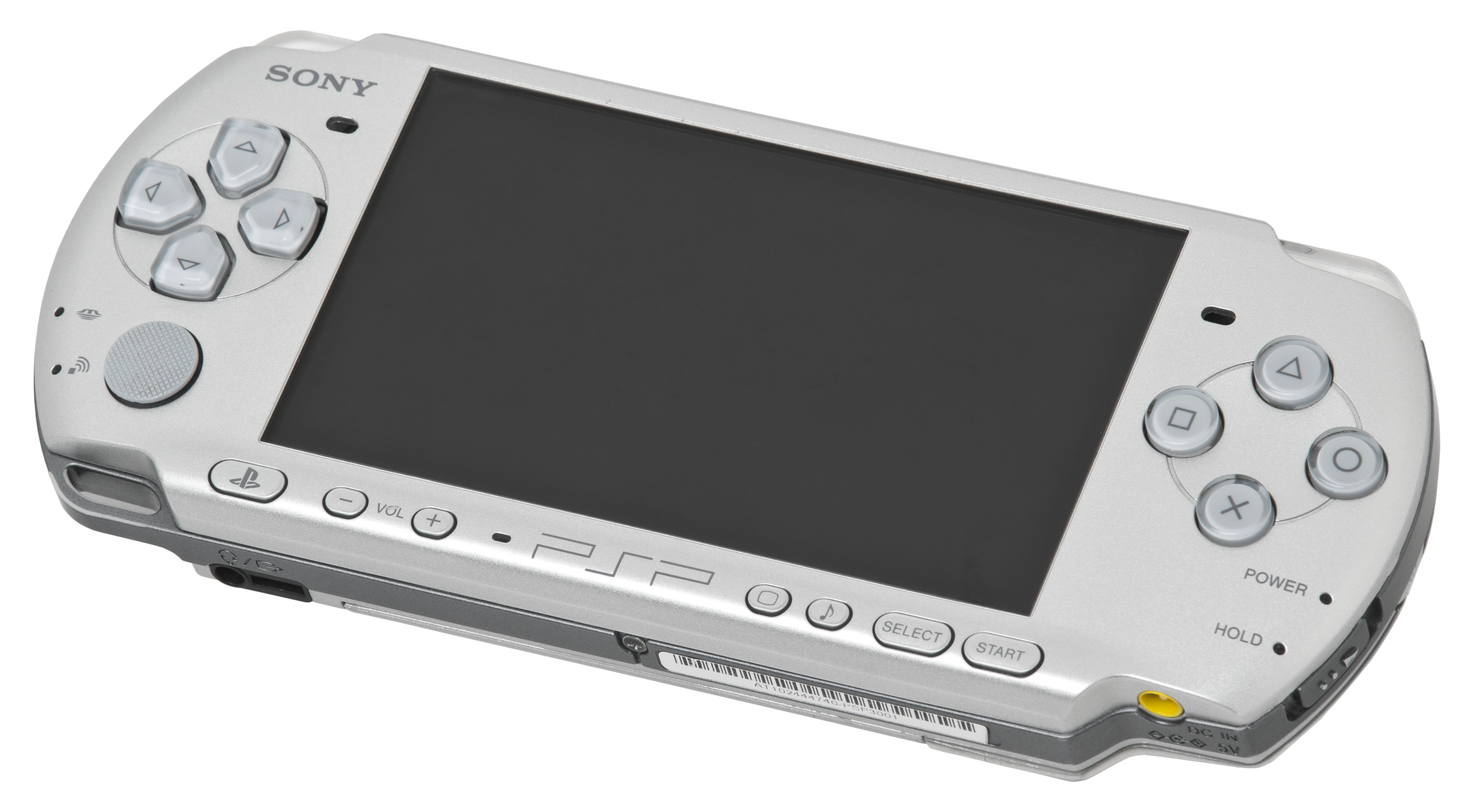
PSP-3000 (zilver)

De PSP Slim & Lite (modelnummer: PSP-3000) werd uitgebracht in de VS op 14 oktober 2008, in Japan op 16 oktober en in Europa op 17 oktober van dat jaar.
Het model kreeg een verbeterd lcd-scherm met een groter kleurbereik en contrast. Ook de reactietijd van het lcd-scherm werd verbeterd en het kreeg een anti-reflectie coating.

### PSP Go
De PSP Go met modelnummer PSP-N1000 werd uitgebracht op 1 oktober 2009. De spelcomputer is lichter en kleiner en bevat een niet-verwisselbare interne batterij. Door middel van een schuifsysteem kan men het beeldscherm omhoog schuiven om de besturingsknoppen te tonen.
Het apparaat heeft geen UMD Drive, maar kreeg in plaats hiervan 16 GB opslagruimte, dat kan worden uitgebreid naar 32 GB met een Memory Stick Micro. Spellen kunnen gedownload worden vanaf de PlayStation Store.

### PSP Street

Een PSP Street

De PSP Street (model PSP-E1000) werd aangekondigd tijdens de gamebeurs Gamescom in Duitsland. Het werd in Europa uitgebracht op 26 oktober 2011.
De spelcomputer heeft een mat houtskool-kleurig uiterlijk en is een budgetmodel binnen de PSP-serie. Men schrapte de draadloze functies, stereo luidsprekers en microfoon. De helderheid van het scherm kan worden ingesteld via een menu, in plaats van een fysieke knop.
Op 20 juli 2012 verscheen in Europa een witte uitvoering.
Spelcomputers · Draagbare spelcomputers (Lijst van draagbare spelcomputers)